# Montdoumerc
Montdoumerc is een gemeente in het Franse departement Lot (regio Occitanie) en telt 408 inwoners (2005). De plaats maakt deel uit van het arrondissement Cahors.

## Geografie
De oppervlakte van Montdoumerc bedraagt 13,6 km², de bevolkingsdichtheid is 30,0 inwoners per km².

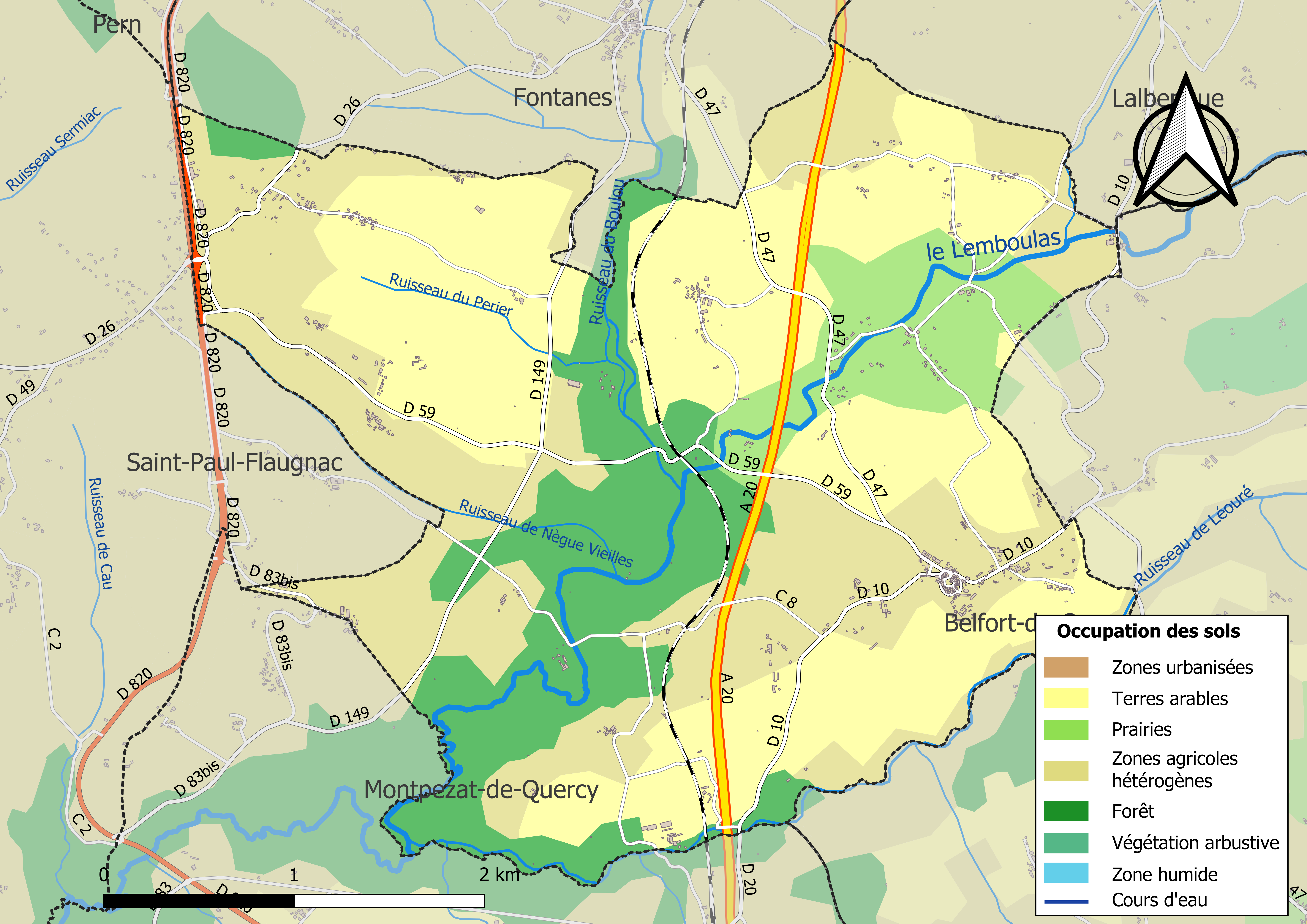
Kaart van de gemeente met de belangrijkste infrastructuur, bodemgebruik en omliggende gemeenten

## Demografie
Onderstaande figuur toont het verloop van het inwonertal (bron: INSEE-tellingen).